# Nike von Linz

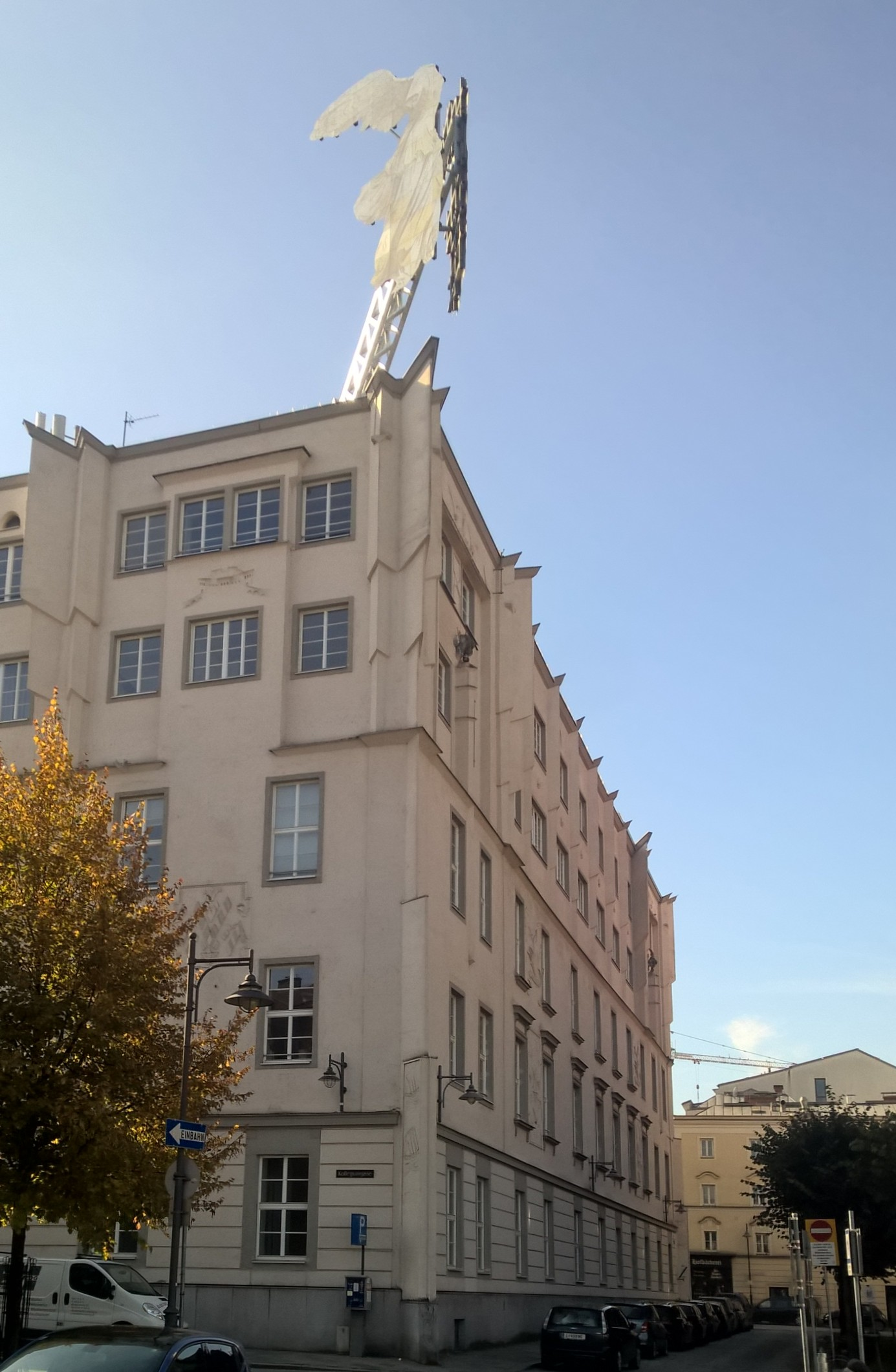
Nike an der Linzer Kunstuniversität in der Domgasse (2016)

Nike von Linz ist eine einst umstrittene Nachbildung der antiken Siegesgöttin Nike von Samothrake, die an der Kunstuniversität in Linz montiert ist. Ab 1977 war die Skulptur erstmals am Dach eines der Brückenkopfgebäude der Universität über dem Linzer Hauptplatz angebracht. Nach anhaltenden Protesten von Leserbriefschreibern und konservativen Politikern wurde sie nach zwei Jahren von dort entfernt. Seit Oktober 2016 befindet sie sich nach verschiedenen Zwischenstationen am neuen Standort der Kunstuniversität in der Linzer Domgasse.

## Entstehung und Aussehen
Nike von Linz wurde 1977 von der Architekten- und Künstlergruppe Haus-Rucker-Co im Rahmen des forum metall gefertigt, einem Projekt, das mittels Metallskulpturen im öffentlichen Raum Kultur und Industrie in Linz verbinden sollte. Insgesamt nahmen 14 internationale Künstler daran teil.
Haus-Rucker-Co vergrößerten im Rahmen des Projekts ein Abbild der antiken Nike von Samothrake auf 7,5 Meter und ließen die Reproduktion in den Vereinigten Metallwerken Ranshofen-Berndorf auf zwei spiegelbildlich konturierte, silbrig schimmernde Aluminiumtafeln übertragen. Die beiden Tafeln wurden wie von einem Körper wegstehende Flügel, schräg zueinander, angebracht. Am 27. August 1977 wurde die Großplastik als Vorbote für das forum metall auf einem schräg nach oben stehenden 8 m langem Stahl-Gitterrohr-Träger – der von El Lissitzky entworfenen Rednertribüne für Lenin nachempfunden – auf dem Dach des Brückenkopfgebäudes (West, Hauptplatz 8) der Linzer Kunstuniversität montiert. Die 500 Kilogramm schwere Nike-Skulptur war damit auch Signal für die damals neue Kunsthochschule Linz.

## „Skandalengel“

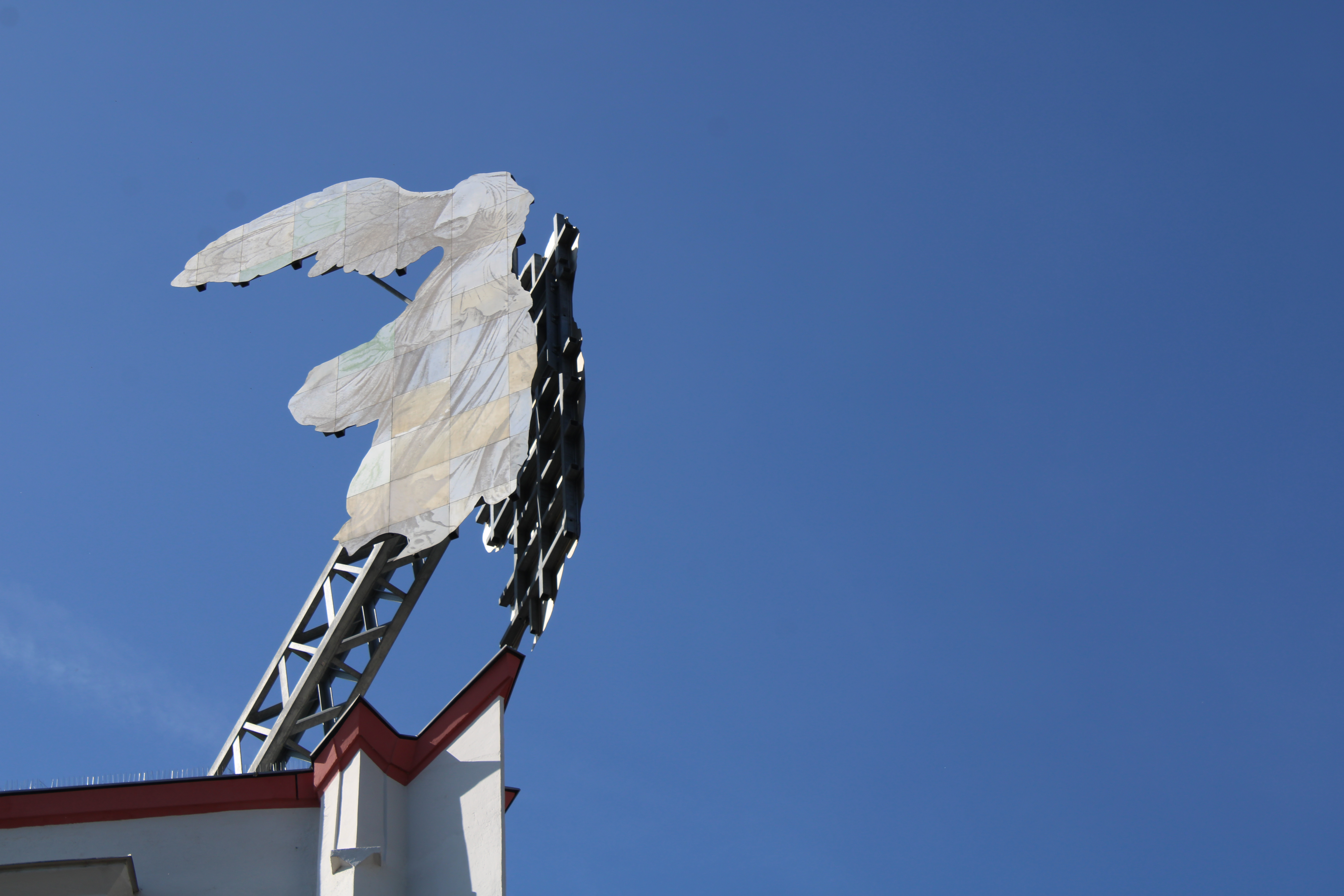
Nike von Linz (2023)

Nike von Linz  wurde rasch zur Sensation des forum metall. Ihre moderne Gestaltung und prominente Platzierung über dem Linzer Hauptplatz spaltete jedoch die Öffentlichkeit.  Während vor allem Kunstschaffende und junge Linzer die Nike guthießen, zeigten sich auch viele Bürger über die Großplastik empört. Gegner äußerten sich in Leserbriefen und Umfragen, bezeichneten die Skulptur etwa als „Verschandelung des Hauptplatzes“, „(unfertigen) Fetzenvogel“ oder „Fledermaus“. Zudem warfen sie den Verantwortlichen Geldverschwendung vor, wünschten sich eine weniger zentrale Platzierung der Großplastik. ÖVP-Gemeinderäte forderten den sozialdemokratischen Linzer Bürgermeister Franz Hillinger auf, die 250.000-Schilling-Skulptur entfernen zu lassen (53.000 Euro). Nach derartigen Protesten aus Politik, Medien und der Bevölkerung wurde die Großplastik Ende 1979 nach 27 Monaten „in einer Nacht-und-Nebel-Aktion“ abmontiert. Bekannte Künstler und Künstlerinnen wie Christo, Joseph Beuys, Friederike Mayröcker und Ernst Jandl sprachen sich für den Verbleib der Skulptur aus. Einige Nike-Befürworter, wie der österreichischen Bildhauer, Aktionskünstler und Grafiker Heinz Baumüller, der sich zuvor bereits öffentlich mit einem Rundschreiben an Künstler weltweit oder auch einer Kunstaktion am Taubenmarkt für den Verbleib der Nike in Linz eingesetzt hatte, erfuhren frühzeitig von der geplanten Demontage und waren bei der Durchführung vor Ort. Ein von der Gruppe um Baumüller geplantes Feuerwerk, um auf die Demontage aufmerksam zu machen, wurde knapp verhindert.
Nach der Demontage wurde Nike von Linz nach Deutschland gebracht. Dort hätte sie ursprünglich im Deutschen Architekturmuseum ausgestellt werden sollen, wurde aber in einem Depot in Frankfurt am Main eingelagert. Berlin und Karlsruhe interessierten sich für die Statue, auch in Weyer wollte man die Nike als Leihstück für den dortigen Musiksommer – vergeblich. Nike von Linz blieb bis zur Rückkehr nach Oberösterreich am Bauhof-Gelände der Stadt Frankfurt eingelagert.

## Rückkehr nach Linz
Bereits 2014 wurde über die Rückkehr der Skulptur nach Linz spekuliert. Zwei Jahre später wurde die Großplastik anlässlich der Ausstellung Andere Engel im Linzer Kunstprojekt Höhenrausch nach Oberösterreich zurückgebracht. Das Industriekletterer-Unternehmen Höhenwerkstatt montierte die mit Stahlträgern rund 2,5 Tonnen schwere Nike Ende April an der Ursulinenkirche, 35 Meter über der Linzer Landstraße. Mit Ende der Ausstellung wurde Nike umgesiedelt zurück an die – mittlerweile übersiedelte – Linzer Kunstuniversität. Seit dem 21. Oktober 2016 ist ihr Standort in der Domgasse 1.